# Klub Sportowy Warszawianka
Il Klub Sportowy Warszawianka è una società polisportiva polacca con sede a Varsavia, fondata nel 1921.

## Storia
La polisportiva venne fondata nel 1921 per volontà delle famiglie varsaviesi Luxemburg e Loths.
Dalla fondazione fino all'invasione tedesca della Polonia, quella che più si distinse tra le sue sezioni fu quella calcistica, che militava nella massima serie polacca, ma che venne chiusa nel  1971.
Tra gli atleti della polisportiva che più si distinsero nella loro permanenza nella società si possono ricordare Aleksander Szenajch e Janusz Kusociński nell'atletica leggera, Janusz Kalbarczyk nel pattinaggio di velocità su ghiaccio, Emil Ochra nella scherma e Stanisław Baran nel calcio.

## Sport praticati
- Atletica leggera
- Pallamano (vedi Klub Sportowy Warszawianka (pallamano))
- Pattinaggio
- Scherma
- Tennis

## Sezioni sportive non più attive
- Calcio (vedi Klub Sportowy Warszawianka (calcio))